# میراواس بی‌اس‌دی
میراواس بی‌اس‌دی (به انگلیسی: MirOS BSD) که در ابتدا میربی‌اس‌دی (به انگلیسی: MirBSD) هم نامیده می‌شد، یک سیستم‌عامل آزاد و متن‌باز است. این پروژه در آگوست ۲۰۰۲ از اوپن‌بی‌اس‌دی ۳٬۱ منشعب شده است. از اهداف این پروژه این است که پشتیبانی بهتری از زبان‌های محلی اروپایی داشته باشد، در حالی‌که هنوز هم مجهز به قابلیت‌های امنیتی اوپن‌بی‌اس‌دی است و از این رو این پروژه کدهای منبع خود را به طور مداوم با کدهای اوپن‌بی‌اس‌دی همگام و بروز می‌کند.